# Uvaria decaryana
Uvaria decaryana är en kirimojaväxtart som beskrevs av Alberto Judice Leote Cavaco och Monique Keraudren. Uvaria decaryana ingår i släktet Uvaria och familjen kirimojaväxter. Inga underarter finns listade i Catalogue of Life.